# Nagymogyorós (Ukrajna)
Nagymogyorós (ukránul: Копинівці) falu Ukrajnában, Kárpátalján, a Munkácsi járásban.

## Fekvése
Munkácstól északnyugatra, Borhalom és Kismogyorós közt fekvő település.
A 155 méterrel a tengerszint fölött fekvő Nagymogyorósnak 803 lakosa van.

## Története
Nevét először Mogioros néven említették az oklevelekben.
A trianoni békeszerződés előtt Bereg vármegye Latorczai járásához tartozott.
1910-ben 468 lakosából 17 magyar, 9 német, 442 ruszin volt. Ebből 438 görögkatolikus, 23 izraelita volt.